# Международный конкурс музыкантов в Сендае
Международный конкурс музыкантов в Сендае (яп. 仙台国際音楽コンクール сэндай кокусай онгаку конку:ру, англ. Sendai International Music Competition) — соревнование пианистов и скрипачей — исполнителей академической музыки, проводящееся раз в три года в японском городе Сендай. Конкурс был учреждён в 2001 г. в ознаменование 400-летия города. Большинство участников представляет страны Европы и восточной Азии. Победитель получает 3 миллиона японских йен, награждаются также участники, занявшие места со 2-го по 6-е.

## Лауреаты
| год  | фортепиано                 | скрипка                           |
| 2001 | Джузеппе Андалоро (Италия) | Мэнла Хуан (Китай)                |
| 2004 | Тань Сяотан (Китай)        | Саэка Мацуяма (Япония)            |
| 2007 | Юя Цуда (Япония)           | Алёна Баева (Россия)              |
| 2010 | Вадим Холоденко (Украина)  | Клара Юми Канг (Германия / Корея) |
| 2013 | Сунво Йеквон (Корея)       | Ричард Лин (США / Тайвань)        |